# Делинквентное поведение
Делинкве́нтное поведе́ние (лат. delictum — проступок, англ. delinquency — правонарушение, провинность) — антиобщественное противоправное поведение человека, воплощённое в его проступках (действиях или бездействии), наносящих вред как отдельным гражданам, так и обществу в целом. Понятием «делинквентное поведение» оперируют представители криминологии, социологии, педагогики, психологии, социальной педагогики и других отраслей знания.

## Подростковая делинквентность
Особо пристальный интерес в научных исследованиях уделяется подростковой делинквентности. Рост числа деликтов, совершаемых молодыми людьми в несовершеннолетнем возрасте, увеличение удельного веса тяжких насильственных преступлений в их составе представляют собой угрозу обществу. Изучению подлежат причины, вызывающие деликты, условия, способствующие их распространению в молодежной среде, особенности личности делинквента (правонарушителя), специфика его социализации, делинквентные субкультуры, вопросы профилактики и предупреждения правонарушений и ряд других проблем.

## Причинение вреда
Причинение вреда делинквентом связано с посягательством на человека, его права и свободы, собственность, права юридических лиц, другие общественные и государственные интересы, а также установленный государством правопорядок. Различные виды делинквентного поведения подвергаются не только социальному осуждению. Они формализуются государством в нормах права посредством описания признаков, их характеризующих, и определения их в качестве правонарушений, за которые в законодательстве устанавливаются различные виды ответственности.
Совершаемые делинквентом деяния могут представлять собой гражданско-правовые деликты: причинение имущественного вреда человеку или организации, нанесение морального вреда личности, дискредитация репутации человека или юридического лица и др. Лица, их совершающие, подлежат ответственности, установленной гражданским законодательством.

## Виды делинквентного поведения
К числу делинквентных поступков относятся административные правонарушения, выражающиеся в нарушении правил дорожного движения, мелком хулиганстве (сквернословие, нецензурная брань в общественных местах, оскорбительное приставание к гражданам и другие подобные действия, нарушающие общественный порядок и спокойствие граждан). В качестве административных правонарушений рассматриваются также распитие спиртных напитков на улицах, на стадионах, в скверах, парках, во всех видах общественного транспорта и в других общественных местах; появление в общественных местах в пьяном виде, оскорбляющем человеческое достоинство и общественную нравственность; доведение несовершеннолетнего до состояния опьянения родителями или иными лицами. Влекут за собой административную ответственность и такие деликты, как занятие проституцией, распространение порнографических материалов или предметов и др., перечень которых в законодательстве об административных правонарушениях достаточно обширен.
Дисциплинарный проступок как вид делинквентного поведения — это противоправное, виновное неисполнение или ненадлежащее исполнение работником своих трудовых обязанностей. Дисциплинарные проступки (прогул без уважительных причин, прогулы без уважительных причин занятий учащимися, появление на работе в состоянии алкогольного, наркотического или токсического опьянения, распитие спиртных напитков, употребление наркотических или токсических средств на рабочем месте и в рабочее время, нарушение правил охраны труда и др.) влекут дисциплинарную ответственность, предусмотренную трудовым законодательством.
Особую общественную опасность представляет такой вид делинквентного поведения, как преступление. Преступлениями являются только те общественно опасные деяния, которые предусмотрены уголовным правом и запрещены им под угрозой наказания. К ним относятся кражи и убийства, угоны автомобилей и вандализм (осквернение сооружений и порча имущества), терроризм и изнасилования, мошенничества и незаконный оборот наркотических средств и психотропных веществ. Эти и многие другие преступления влекут наиболее строгие меры государственного принуждения — наказание и иные меры уголовной ответственности (общественные работы, штраф, арест, лишение свободы и др.), которые применяются к лицам достигшим возраста уголовной ответственности: 16 лет, а за некоторые преступления — 14 лет. Совершение деяний, признаваемых преступлениями, лицами, не достигшими уголовной ответственности, влечет применение мер воздействия, носящих воспитательный характер (объявление выговора или строгого выговора, помещение в специальное учебно-воспитательное учреждение и др.).
Иногда делинквентное поведение смешивается с девиантным поведением. В действительности эти понятия — не совпадающие. Они соотносятся между собой как вид и род, часть и целое. Всякое делинквентное поведение является отклоняющимся (девиантным) поведением, но не всякое отклоняющееся поведение можно отнести к делинквентному поведению. Признание отклоняющегося поведения делинквентным всегда связано с действиями государства в лице его органов, уполномоченных на принятие правовых норм, закрепляющих в законодательстве то или иное деяние в качестве правонарушения. Перевод государством делинквентного поведения в категорию деяний, не являющихся правонарушениями, приводит к переходу их в разряд либо отклоняющегося, либо социально нейтрального, либо даже социально одобряемого поведения. Например, скармливание скоту и птице скупленных в магазинах печеного хлеба, муки, крупы и других пищевых продуктов до марта 1994 года в зависимости от обстоятельств признавалось в Беларуси административным правонарушением или преступлением, а затем перешло в разряд морально порицаемого отклоняющегося либо социально нейтрального поведения. Коммерческое посредничество, признаваемое преступлением в соответствии с Уголовным кодексом Республики Беларусь 1960 года, утратило характер делинквентного поведения с ноября 1991 года и с развитием рыночных отношений стало нормой поведения в сфере осуществления предпринимательской деятельности.